# Dapsilitas
Dapsilitas är ett släkte av steklar. Dapsilitas ingår i familjen bracksteklar.
Kladogram enligt Catalogue of Life:
| Dapsilitas | \| \| Dapsilitas bicolor \| \| \| \| \| \| Dapsilitas robustisoma \| \| \| \| |
|            | \| \| Dapsilitas bicolor \| \| \| \| \| \| Dapsilitas robustisoma \| \| \| \| |
|            | Dapsilitas bicolor                                                            |
|            |                                                                               |
|            | Dapsilitas robustisoma                                                        |
|            |                                                                               |